# La Couvertoirade
La Couvertoirade é uma comuna francesa na região administrativa de Occitânia, no departamento de Aveyron. Estende-se por uma área de 61,91 km². Em 2010 a comuna tinha 191 habitantes (densidade: 3,1 hab./km²).
Pertence à rede das As mais belas aldeias de França.